# Pedro Canedo
Pedro Chaves Canedo (Anápolis, 20 de junho de 1949) é um médico e político brasileiro filiado ao Democratas. Exerceu o mandato de deputado federal constituinte em 1988. 

## Biografia
Pedro Canedo nasceu no dia 20 de junho do ano de 1949 no município de Anápolis no estado de Goiás. Formou-se médico pela Universidade Federal do Rio de Janeiro no ano de 1973.
Membro de uma das famílias mais tradicionais da política goiana, filho de Jeverson Chaves Canedo e de Isabel Tassara Canedo, Canedo ingressou na vida pública em 1982 com o cargo de deputado estadual em Goiás pelo PDS (Partido Democrático Social).
Além do envolvimento com práticas médicas e a vida pública, Pedro Chaves Canedo participou e ocupou vários cargos do Lions Clube de Anápolis. Outro feito notável inclui a participação como membro do conselho de ética do Conselho Brasileiro de Oftalmologia (SP).
Pedro Canedo casou com Eliana Caiado Canedo e teve quatro filhos.

## Carreira na medicina
Em 1963 exerceu o trabalho de sonoplasta na Rádio Imprensa de Anápolis. Estudou medicina e se formou na Universidade Federal do Rio de Janeiro no ano de 1973. Entre os anos de 1974 e 1975 fez residência na Santa Casa de Misericórdia do Rio de Janeiro, ao mesmo tempo que era médico-chefe na Clínica Oftalmológica da Policlínica Militar do Rio de Janeiro. No ano seguinte, retornou à sua cidade natal, onde assumiu a função de diretor-presidente da Clínica de Olhos Santa Luzia. Ainda, ficou no cargo de presidente da seção regional de Anápolis da Associação Médica de Goiás por dois anos, em 1977 e 1978.

## Vida política e parlamentar
Pedro Canedo adentrou na política no ano de 1982, quando se filiou ao PDS, pelo cargo de deputado estadual de Goiás, porém iniciou o mandato apenas em janeiro de 1983. Dois anos depois, o médico se candidatou à prefeitura de Anápolis pelo PFL (Partido da Frente Liberal), atualmente chamado de DEM(Democratas). Em 1985, Pedro não foi eleito como prefeito da cidade goiana, o cargo ficou com Ademar Santillo. Apesar de perder a oportunidade de se eleger na prefeitura, Pedro Canedo seguiu carreira como deputado estadual até o ano de 1987.
Já em novembro de 1986 conseguiu ser eleito como deputado federal pelo PFL, tomando posse do cargo em fevereiro do ano seguinte. Ficou até 1991 exercendo a função de deputado federal. Quatro anos depois de deixar o cargo, Pedro foi novamente eleito e assumiu o posto de deputado federal novamente no ano de 1995, mas deste vez afiliado ao PP(Partido Progressista) e ficou no cargo por este partido até 1999. Pedro não deixou o governo neste cargo até 2002, a divergência entre os mandatos se deram pelas trocas de partidos que representou, assim de 1999 a 2002 ele foi afiliado ao PSDB (Partido da Social Democracia Brasileira).

Em 2014, Pedro se candidatou ao cargo de deputado estadual de Goiás pelo PP, mas com 13.745 votos, acabou não sendo eleito. No ano de 2016, o médico ainda lançou sua candidatura à prefeitura de Anápolis mais uma vez, na época filiado ao DEM, carregando o número 25 nas urnas. Mais uma vez, Pedro Canedo não conseguiu ser eleito, desta vez perdendo o cargo para Roberto Naves e Siqueira, do PTB (Partido Trabalhista Brasileiro). O médico, inclusive. não chegou a participar do segundo turno, já que obteve um total de 27.544 votos, representando apenas 15,26% dos votos.   
| Partido | Ano de início da filiação | Ano de saída      |
| ------- | ------------------------- | ----------------- |
| PDS     | 1981                      | 1985              |
| PFL     | 1985                      | 1990              |
| PDC     | 1990                      | 1993              |
| PP      | 1993                      | 1995              |
| PL      | 1995                      | fevereiro de 1999 |
| PSDB    | fevereiro de 1999         | 2005              |
| DEM     | 2005                      | atual             |

## Esporte
Pedro Canedo ainda foi vice-presidente da Associação Atlética Anapolina, durante o biênio de 1980 e 1982. Nos dois anos seguintes, ainda exerceu o mesmo cargo, mas desta vez na Federação Goiana de Futebol. Alguns anos após exercer pela primeira vez um cargo alto no clube de sua cidade natal, Pedro assumiu a presidência do conselho deliberativo do clube, dessa vez com seu filho Pedro Paulo Canedo no cargo de vice-presidente pelo biênio de 2018 e 2019. A Anapolina, diante do comando de Pedro Canedo, já participou duas vezes do Campeonato Brasileiro pela Série A, popularmente conhecido como "Brasileirão". Na série B do mesmo campeonato, o clube participou doze vezes com o médico, lembrando que em 1981 foi vice-campeão da Taça de Prata.  Participou ainda, de dois Campeonatos Brasileiros de série C, e três vezes da Copa do Brasil. Já no Campeonato Goiano, esteve sempre na primeira divisão, chegando inclusive a ser vice-campeã no ano de 1981, quando perdeu o título para o Goiás Esporte Clube. Nos anos de 1983 e 2000, o time ficou apenas com o título de vice.  